# Holotrichia sichotana
Holotrichia sichotana är en skalbaggsart som beskrevs av Brenske 1896. Holotrichia sichotana ingår i släktet Holotrichia och familjen Melolonthidae. Inga underarter finns listade i Catalogue of Life.